# 閻慶胤
阎庆胤，北魏官员。
他在東秦州敷城郡担任太守。在任五年，清正勤劳整顿风俗。连年饥馑，阎庆胤每年常拿出家中粟千石赈恤贫穷，百姓赖以赈济。其部民杨宝龙等一千余人，上书称颂他的美政。有司上奏：“阎庆胤自任职此郡，惠民政绩有所闻名，又能以自己粟米赡恤饥馑，有爱百姓如子女之义。如不加以优赏，无以约束贪婪之人。齐州东魏郡太守路邕，在郡之治能与他相提并论，而圣旨赐给路邕以衣马，按此情理，阎庆胤也应该受到同样的赏赐。”灵太后最终没有褒赏。